# Tamás Bódog
Tamás Bódog [ˈtɒmaːʃ ˈboːdoɡ] (* 27. September 1970 in Dunaújváros) ist ein ungarischer Fußballtrainer und ehemaliger -spieler.

## Spielerkarriere
Bódog begann seine Karriere als Verteidiger  beim ungarischen Verein Pécsi Mecsek FC. 1994 wechselte er zum deutschen Regionalligisten SSV Ulm 1846, mit dem er 1998 in die 2. Bundesliga und 1999 in die Bundesliga auf- und 2000 wieder in die 2. Liga abstieg. 
Nach dem Abstieg wurde der fünfmalige ungarische Nationalspieler ausgemustert und kam zunächst beim Oberligisten SpVgg Au/Iller unter, ehe er im September 2000 vom Zweitligisten 1. FSV Mainz 05 verpflichtet wurde. In Mainz enttäuschte der zunächst als rechter Außenverteidiger eingesetzte Bódog, bis er sich in der Rückrunde der Saison 2000/01 in der Innenverteidigung durchsetzte.
2002/03 zwang eine schwere Fußverletzung den athletischen Verteidiger zu einer halbjährigen Pause. Bemerkenswert war im letzten Heimspiel jener Saison sein völlig atypisches Tor zum 4:1-Zwischenstand gegen den VfB Lübeck nach einem Sololauf über den halben Platz. 
Nach dem Aufstieg der Mainzer im Sommer 2004 war Bódog zunächst Stammspieler, bis er sich bei einem Trainingsunfall eine komplizierte Gesichtsfraktur zuzog und erneut ein halbes Jahr ausfiel. Seitdem wurde Bódog nur noch sporadisch eingesetzt. Sein auslaufender Vertrag wurde im Sommer 2006 nicht verlängert. 2007 kehrte Bódog zu Mainz 05 zurück, um als erfahrener Spieler die Amateurmannschaft in der Oberliga Südwest zu verstärken.
Zur Rückrunde 2011/12 spielte er noch einmal zusammen mit seinem ehemaligen Mainzer Mitspieler Christof Babatz in der Kreisoberliga Limburg-Weilburg für die SG Kirberg/Ohren.

## Trainerkarriere
Nach einer ersten Station als Co-Trainer des 1. FSV Mainz 05 II von 2007 bis 2009 wechselte Bódog als Co-Trainer zum ungarischen Erstligisten Videoton FC. Mit diesem erreichte er den zweiten Platz in der Saison 2009/10 und gewann in der Saison 2010/11 die ungarische Meisterschaft. Nach der Saison verließ er den Verein und absolvierte eine Ausbildung zum Fußballlehrer. Zur Saison 2012/13 wurde er von seinem ehemaligen Trainer Ralf Rangnick, Sportdirektor von RB Leipzig, als Co-Trainer verpflichtet. Sein Vertrag wurde im Sommer 2015 aufgelöst. Von Juni 2016 bis März 2017 war Bódog Assistenztrainer von Alexander Zorniger bei Brøndby IF.
Ab März 2017 war er neuer Cheftrainer des ungarischen Erstligisten Diósgyőri VTK. Im Februar 2020 übernahm er das Cheftraineramt beim Ligakonkurrenten Kisvárda FC. Von Juli bis Anfang Dezember 2020 trainierte er Honvéd Budapest.
Seit dem 1. Juli 2022 ist Bódog als Co-Trainer bei Hertha BSC tätig.

## Erfolge als Trainer
- Ungarischer Meister: 2011 (als Co-Trainer des Videoton FC)

## Familie
Bódog ist verheiratet und Vater von Zwillingen.